# Lac de Télamine
Le lac de Télamine est un lac d'eau saumâtre situé dans la wilaya d'Oran en Algérie.
Il a été reconnu site Ramsar le 12 décembre 2004.